# Nicolás Repetto (presentador)
Luis Nicolás Repetto (Mar del Plata, 11 de marzo de 1957) es un periodista y presentador de televisión argentino. También está dedicado al negocio inmobiliario en Argentina.

## Biografía

### Comienzos
Su debut en televisión fue en 1982, como notero y movilero de Semanario insólito, el primer noticiero humorístico argentino, por ATC, con Adolfo Castelo, Raúl Portal, Raúl Becerra y Virginia Hanglin.
En 1986 fue protagonista de uno de los programas más prestigiosos e innovadores de la historia de la tele: La noticia rebelde, un verdadero programa de culto, junto a Adolfo Castelo, Raúl Becerra, Jorge Guinzburg y Carlos Abrevaya. En 1988, fue el conductor del ciclo de entretenimientos El Gran Club.
Durante los años 1989 y 1990 fue contratado por Canal 13 RPC de Paraguay para conducir y producir el programa de entretenimientos "Marque el 13". El ciclo fue una verdadera sensación que aún se recuerda en todo Paraguay. Su éxito generó otro programa popular: "Sábados millonarios".

### Consagración:FaxySábado Bus
Su primer éxito en la Argentina lo logró con Fax en las tardes del Canal 13, donde estaba secundado por María Laura Santillán, Juan Carlos Mendizábal, Pablo Codevilla y César Bertrand. Por este ciclo ganó tres premios Martín Fierro, como Mejor Conductor, Mejor Producción y el primer Martín Fierro de Oro que se entregó en la televisión Argentina. En 1992, Repetto conoció a Gustavo Cerati, Zeta Bosio y Charly Alberti (Soda Stereo), luego de que la banda aceptara dar un recital en Fax. En 1993, condujo y produjo para Canal 13 Loft, grabado en Miami con figuras de Argentina y Estados Unidos, como así también el primer ciclo de Cha Cha Cha por América TV, el cual con el pasar de los años se convirtió en un programa de culto.
En diciembre de 1994, comenzó a producir programas en Telefe. Su primer ciclo fue Nico, un programa de entretenimientos diario, récord absoluto de audiencia al mediodía.[cita requerida] El 1 de enero de 1996 realizó Decime cual, cual, cual es tu nombre (del mismo formato de Nico) un programa que se daba diariamente a las 13 h, por Telefe. En marzo de 1998, su nueva propuesta -esta vez los domingos- nuevamente fue Nico, pero transformado en un show con una superproducción donde mezclaba entretenimientos, musicales y segmentos de humor con los artistas más destacados de la TV.
A partir de 1999, y durante tres temporadas, realizó un nuevo programa que cambió la historia de los fines de semana: Sábado Bus, por Telefe las primeras dos temporadas y por Canal 13 la tercera. El programa fue récord de audiencia para su día y horario las dos primeras temporadas y, además de ganar varios premios Martín Fierro, Nicolás Repetto obtuvo su segundo Martín Fierro de Oro. Luego fue cancelado por bajos niveles de audiencia en 2001, año en el que también participó en 22, el loco por Canal 13.

### Emigración a España
Tras la crisis argentina de fines de 2001, que afectó enormemente a la televisión, decidió radicarse dos años en España.

### Regreso a Argentina
Su regreso a la Argentina y a la televisión se dio en 2004, cuando condujo Domínico en Canal 13. El primer informe que presentó el programa se quejaba de la situación del país y la crisis de 2001, lo que cayó mal entre el público y el periodismo. El programa tuvo una gran inversión pero no cumplió con las expectativas del canal al tener una baja audiencia, por lo cual se le dio una segunda oportunidad, pero finalmente fue levantado del aire en su segunda temporada.
A mediados de 2005, Canal 9 lo contrató para realizar Circo criollo, un programa de entrevistas al estilo del formato español Crónicas marcianas, donde se debatía con invitados famosos temas sociales y culturales. El programa fue cancelado a los pocos meses por un muy bajo nivel de audiencia. En 2006, Canal 13 decidió contratarlo nuevamente para conducir el programa ¿Querés jugar? junto a Jimena Cyrulnik, ciclo diario de entretenimientos al estilo de su recordado Nico que iba todas las tardes. Sin embargo, este programa tampoco tuvo suerte y a los pocos meses fue levantado del aire al obtener muy bajos índices de audiencia.

### Retorno a la televisión
En el año 2010, tras un nuevo largo tiempo fuera de la televisión, regresó a la pantalla de Canal 13 con el programa Nico Trasnochado, donde volvió a ser creador y productor general. El sábado 24 de abril fue la última emisión de este programa debido a los bajos niveles de audiencia, y debido a que el conductor no estaba de acuerdo con la propuesta del canal de cambiar el formato para subir la audiencia. Durante sus siete emisiones desfilaron figuras nacionales e internacionales tales como Paulina Rubio, Jorge Rial y Araceli González, entre otros. Ese mismo año hizo un papel de villano en la película Mis días con Gloria, junto a Isabel Sarli y Luis Luque.

#### Regreso deSábado Bus
En julio de 2011 volvió al aire de Telefe con Sábado Bus, que se emitía todos los sábados. Además del tradicional juego del "corchito" y el auto de premio al ganador, se agregó el regalo de una moto al primer eliminado, quien no participa por el auto. También se agregó una nueva sección a la de Macho Bus, es la de Muñeca Bus. Del programa surgió una pelea con el esposo de Emilia Attias, el Turco Naim. En otra ocasión, la actriz Valeria Bertuccelli, que luego afirmaría haber estado ebria, calificó a un auspiciante del programa, la película Cowboys & Aliens, como "es una mier… total", lo cual llevó a que el auspiciante retirara su anuncio.

### Participación en ficciones
En 2013, Repetto realizó una participación especial en la tira Farsantes.
En el año 2014, Nicolás Repetto se sumó al elenco de Guapas con la telenovela ya empezada, haciendo un pequeño papel en el que interpretó al dueño del canal donde trabaja una de sus protagonistas, Isabel Macedo. Repetto trabajó en la tira durante 15 capítulos.

### El noticiero de la gente
En septiembre de 2017 comenzó a conducir El noticiero de la gente junto a Érica Fontana y Milva Castellini, al mediodía por Telefe. En marzo de 2018 un comentario suyo en el marco de una entrevista a una víctima de violencia de género fue denunciada por el Sindicato de Trabajadores de Prensa de Buenos Aires. Tras recibir críticas similares por sus comentarios en otras ocasiones, Repetto finalmente abandonó el programa al final de 2018.

## Trayectoria

### Televisión

#### TVP
- Semanario Insólito (1982-1983)
- La Noticia Rebelde (1986-1989)
- El Gran Club (1988)

#### eltrece
- Marque el 13 (1989-1990)
- Fax (1991-1992)
- Loft (1993)
- Sábado Bus (2001)
- 22, el loco (2001)
- Dominico (2004-2005)
- ¿Querés jugar? (2006)
- Nico Trasnochado (2010)
- Farsantes (2013)
- Guapas (2014-2015)

#### Telefe
- Nico -primera versión- (1994-1995)
- Decime cuál, cuál, cuál es tu nombre (1996)
- Nico -segunda versión- (1998)
- Sábado Bus (1999-2000/2011)
- El Noticiero de la Gente (2017-2018)

#### elnueve
- Circo Criollo (2005)